# Czerniawa (gmina)
Gmina Czerniawa – dawna gmina wiejska funkcjonująca w latach 1941–1944 pod okupacją niemiecką w Polsce. Siedzibą gminy była Czerniawa.
Gmina Czerniawa została utworzona przez władze hitlerowskie z terenów okupowanych przez ZSRR w latach 1939–1941 (vide rejon mościski), stanowiących przed wojną gminę Małnów oraz część gminy Mościska (Hodynie) w powiecie mościskim w woj. lwowskim.
Gmina weszła w skład powiatu lwowskiego (Kreishauptmannschaft Lemberg), należącego do dystryktu Galicja w Generalnym Gubernatorstwie. W skład gminy wchodziły miejscowości: Czerniawa, Hodynie, Kalników-Pohorylec, Małnowska Wola, Małnów, Sokola i Starzawa.
| Miejscowości / gromady                                                  | Rejon w ZSRR (1939–1941) | Gmina (II RP) | Powiat (II RP) |
| ----------------------------------------------------------------------- | ------------------------ | ------------- | -------------- |
| Czerniawa, Kalników, Małnowska Wola, Małnów, Sokola i Starzawa/Starzawa | mościski                 | Małnów        | mościski       |
| Hodynie                                                                 | mościski                 | Mościska      | mościski       |

Po wojnie obszar gminy znalazł się w ZSRR, oprócz Kalnikowa i części Starzawy, które pozostały w Polsce i zostały zintegrowane z powiatem przemyskim (gmina Stubno). Obszar ten jest jedynym fragmentem dawnego powiatu mościskiego, znajdującego się w obecnych granicach Polski.